# Обухівський провулок
Обу́хівський прову́лок — зниклий провулок, що існував у Ленінградському районі (нині — територія Святошинського) міста Києва, селище Біличі. Пролягав від Обухівської до Білоцерківської вулиці. 

## Історія
Провулок виник у 1-й половині XX століття під назвою Сирецький (на честь історичної місцевості Сирець). Назву Обухівський (на честь міста Обухів) провулок отримав 1955 року. 
Ліквідований наприкінці 1980-х років у зв'язку з частковим знесенням старої забудови селища Біличі та будівництва багатоповерхових будинків.